# Red Cross Corner Cemetery
Red Cross Corner Cemetery is een Britse militaire begraafplaats met gesneuvelden uit de Eerste Wereldoorlog, gelegen in het Franse dorp Beugny (Pas-de-Calais). De begraafplaats werd ontworpen door William Cowlishaw en ligt aan de Rue de Bapaume op ruim 500 m ten westen van het dorpscentrum (Église Saint-Géry). Ze is vanaf de weg bereikbaar via een pad van 50 m. Het terrein heeft een rechthoekig grondplan met een oppervlakte van 856 m² en wordt omsloten door een bakstenen muur. Het Cross of Sacrifice staat centraal aan de achterzijde van de begraafplaats. De toegang is een metalen hekje.  
De begraafplaats wordt onderhouden door de Commonwealth War Graves Commission.
Er liggen 219 doden begraven waaronder 12 niet geïdentificeerde.

## Geschiedenis
Tussen april 1917 en maart 1918 werden door veldhulpposten en gevechtseenheden de gesneuvelden begraven in wat nu perk I is (behalve rij K). Toen de begraafplaats in maart 1918 in Duitse handen viel, werden de 25 gesneuvelden die deel uitmaken van rij K er aan toegevoegd en begonnen een andere begraafplaats (Beugny Military Cemetery No.3) die later werd opgegeven. In september 1918 werd het gebied door de Britse troepen heroverd en werd de begraafplaats uitgebreid met perk II. De Duitse graven werden na de wapenstilstand naar elders verplaatst en de Britse graven werden overgebracht naar Delsaux Farm Cemetery of Favreuil British Cemetery.
Onder de geïdentificeerde doden liggen er 193 Britten, 10 Australiërs, 4 Zuid-Afrikanen en 1 Duitser.

## Graven
- Soldaat Arthur Wright van de 1st (King's) Dragoon Guards wordt met een Special Memorial[1] herdacht omdat zijn graf door artillerievuur werd vernietigd.

### Onderscheiden militairen
- C.H. Reaney, sergeant bij het Middlesex Regiment werd onderscheiden met de Distinguished Conduct Medal (DCM).
- de sergeanten H.W. Hobson, G.S. Bath en A.N. Simpson, kanonnier F.W. Simmons en pionier J.W. Campbell werden onderscheiden met de Military Medal (MM).

### Minderjarige militair
- William Kirwan, soldaat bij de The King's (Liverpool Regiment) was slechts 17 jaar toen hij op 9 juli 1917 sneuvelde.